# Clinocera isabellina
Clinocera isabellina är en tvåvingeart som beskrevs av Sinclair 2008. Clinocera isabellina ingår i släktet Clinocera och familjen dansflugor. Inga underarter finns listade i Catalogue of Life.